# Hversu Noregr byggðist
Hversu Noregr byggðist en vieux norrois : :Comment la Norvège était habitée est un récit de l'origine de diverses lignées norvégiennes légendaires, qui ne survit que dans le Flateyjarbók. Il retrace les descendants du Fornjót primitif, un roi de « Gotland, Kænland et Finlande », jusqu'à l'éponyme  Nór, qui est ici  le premier grand roi de Norvège, puis donne des détails sur les descendants de Nór (et de son frère Gór) dans une section suivante connue sous le nom de Ættartölur, c'est-à-dire: « Généalogies ».

## Le récit
Le récit  Hversu  est parallèle à l'ouverture de la  Orkneyinga saga, qui donne une version légèrement différente de l'histoire et fournit des détails uniquement sur les descendants de Gór, y compris des informations absantes du  Hversu ou Ættartölur. Cette partie d'ouverture de la saga Orkneyingers est également connue sous le nom de Fundinn Noregr, c'est-à-dire : « Fondation de la Norvège ».
Une grande partie du matériel de ces deux récits ne se trouve nulle part ailleurs, en particulier la traçabilité de nombreuses familles nobles de la souche de géants plutôt que du dieu Odin qui est la tendance ailleurs.
Les généalogies affirment également que de nombreuses familles héroïques célèbres dans la tradition scandinave mais non situées en Norvège étaient en fait de souche norvégienne, issues pour la plupart de l'arrière-petit-fils de Nór Halfdan le Vieux. Presque toutes les lignées issues de Halfdan se sont alors révélées reconverger en la personne de Harald Fairhair le premier roi de toute la Norvège. Là où les informations sont comparables aux récits d'autres sources, elles sont parfois confirmées et parfois contredites, comme on pouvait s'y attendre. Il existe également des divergences et des contradictions mineures au sein du  Ættartölur . Sont également inclus des documents sur la lignée danoise des Skjöldungs et celle des Ynglingar en tant qu'ancêtres de Harald Fairhair, y compris la prétendue lignée de descendance d' Adam et de Ève à Harald.
Le  Ættartölur  se termine par une généalogie des descendants royaux de Harald jusqu'à Olaf IV de Norvège avec la déclaration que le récit a été écrit en 1387, une liste des rois de Norvège depuis cet Olaf jusqu'à Harald Fair-hair , et une mention de l'accession de Marguerite, la mère d'Olaf, en tant que dirigeante directe de la Norvège.

## Sources
- (no) Frá Fornjóti ok hans ættmönnum and Fundinn Noregr from heimskringla.no.
- (en) Hversu Noregr byggdist (Comment la Norvège était habitée), Appendix A in The Orkneyingers Saga (Icelandic Sagas, and other historical documents relating to the settlements and descents of the Northmen on the British Isles, Volume III): Translator George W. Dasent (1894). London: Her Majesty's Stationery Office. Reprinted 1964 by Kraus Reprint. Sacred Texts: Appendix A: Fl. Book 1.21,22: 'How Norway was inhabited'. (The genealogies of the descendants of Nór and the Ættartolur are not translated here.)
- (no) "Frá Fornjóti ok hans ættmönnum" in the Fornaldarsögur Norðurlanda, Old Norse text of Hversu Noregr byggdisk (including the Ættartolur) and Fundinn Noregr at Snerpa: Netúgáfan: Fornrit and University of Oregon: Norse: Fornaldarsögur norðurlanda.